# Un crime au Paradis
Pour plus de détails, voir Fiche technique et Distribution.
Un crime au Paradis est un film français de Jean Becker, sorti en 2001, est une adaptation du film La Poison (1951) de Sacha Guitry.
Juste avant la mort de sa femme qu'il déteste, un fermier rend visite à un avocat pour lui demander des conseils afin de la tuer sans risquer une grosse peine.

## Synopsis
En 1980, Joseph Braconnier dit Jojo, doux et timide éleveur de chèvres, est marié à Lucienne, dite Lulu, ivrogne et méchante propriétaire du Paradis, une petite ferme reculée du Rhône. Lulu n'épargne aucune vilenie à Jojo, perçant les seaux à lait destinés à ses chèvres, crevant les pneus de sa camionnette ou encore salant trop sa soupe pour ensuite lui faire croire qu'elle a uriné dedans. Malgré la sympathie des habitants du village au courant de la vie infernale qu'elle fait à Jojo, ce dernier ne trouve la paix qu'en s'occupant de ses chèvres ou en s'adonnant à sa passion, la philatélie. Quant à Lulu, elle rêve à Jacky Lévêque, gentil kinésithérapeute qu'elle a rencontré pendant sa rééducation consécutive à un accident sur une échelle.
À la ferme, le conflit empire jusqu'à ce que Lulu (saoule comme tous les soirs) brûle l'album de timbres de Jojo. C'est l'infamie de trop pour celui-ci, qui décide d'éliminer son épouse, non sans consulter d'abord un célèbre avocat, réputé dans l'acquittement de meurtriers, afin de s'éviter la peine de mort. Jojo prétend avoir déjà commis le crime et se fait guider par l'avocat dans le but de le commettre avec les circonstances les plus atténuantes. Pendant ce temps, Lulu, également décidée à tuer son mari, achète du poison dans une pharmacie plutôt éloignée du village, afin, prétend-elle, de tuer les taupes qui ravagent son jardin, non sans éveiller les soupçons de la pharmacienne. Elle donne pour se couvrir un faux nom et une fausse adresse à cette dernière. Rentrant le soir au Paradis, Jojo est de nouveau confronté à la méchanceté de son épouse. Encore triste de la destruction de sa collection de timbres, il la provoque sur le fait qu'elle a peut-être un amant. Lulu, folle de rage, saisit le couteau à pain et se rue sur son mari. Celui-ci fait dévier le coup, qui se retourne contre elle, la tuant aussitôt. Se remettant du drame, il prépare sa défense selon les conseils de l'avocat, puis se rend aux autorités. Les enquêteurs venus sur la scène du crime constatent les premiers éléments. Le procureur présent sur place ayant une quinte de toux, on lui tend le verre de vin que Lulu avait empoisonné, et il le boit. Pris de convulsions, il ne doit la vie sauve qu'à l'intervention rapide du médecin sur place. Par la suite, une reconstitution du meurtre est organisée.
Un an après débute le procès, véritable joute oratoire entre un avocat de la défense bienveillant et un procureur décidé à faire condamner Jojo à la guillotine. Jojo s'attire la sympathie du président de l'audience, lui-même collectionneur de timbres. Finalement condamné à une peine légère (quatre ans de prison, dont trois fermes et un avec sursis). Après un an de préventive et dix-huit mois de peine réelle, Jojo est libéré et revient au village, accueilli par ses amis et voisins qui ont organisé en son honneur une petite fête. Rentré au Paradis, alors qu'il redécouvre les lieux et range ses affaires, il reçoit la visite de sa vieille maîtresse d'école qui l'a toujours apprécié.

## Fiche technique
- Titre : Un crime au paradis
- Titre anglais : A crime in paradise
- Réalisation : Jean Becker
- Scénario : Sébastien Japrisot d'après La Poison de Sacha Guitry
- Images : Jean-Marie Dreujou
- Montage : Jacques Witta
- Casting : Jean-Paul Becker
- Musique originale : Pierre Bachelet
- Musiques additionnelles : Couchés dans le foin ; Fernande de Georges Brassens ; Riquita jolie fleur de java de Bénech et Dumont ; Joyeux Anniversaire ; Concerto pour piano numéro 1 de Rachmaninoff ; Paris-Belfort de Joseph Farigoul ; Sans chemise sans pantalon de La Compagnie Créole
- Mixeur : Laurent Lozahic
- Son : Bernard Rochut et Jean Casanova
- Décors : Thérèse Ripaud
- Cascades : Daniel Vérité et Yves Forestier
- Effets spéciaux : Laboratoires Eclair
- Mixage : William Flageollet
- Montage son : Nadine Muse
- Costumes : Sylvie de Segonzac
- Producteur : Christian Fechner
- Production déléguée :  Les Films Christian Fechner
- Coproduction :  Rhône-Alpes Cinéma, Josy Films, France 2 Cinéma, Canal+, CNC et KJB Production
- Directeur de production : Jean-Louis Nieuwbourg
- Producteur exécutif : Hervé Truffaut
- Distribution : UGC Fox Distribution
- Visa d'exploitation : 99.824
- Durée : 89 minutes
- Genre : comédie noire
- Pays de production :  France
- Budget : 11,88 millions d'euros
- Date de sortie : 28 février 2001
- Box-office France en 2001 : 2 121 519 entrées
- Box-office Europe et Québec : 2 384 301 entrées[1]
- Format : Couleur, 2.35:1
- Son : Dolby Digital

## Distribution
- Jacques Villeret : Joseph "Jojo" Braconnier, cultivateur
- Josiane Balasko : Lucienne "Lulu" Braconnier, son épouse
- André Dussollier : Maître Jacquard, avocat
- Suzanne Flon : Madame Blondeau, dite "Maîtresse", l'ancienne maîtresse d'école de Joseph
- Jacques Dacqmine : le président Laborde, président du tribunal
- Gérard Hernandez : Jacques "Jacky" Ramirez, le garagiste
- Valérie Mairesse : Magali Giovanelli, l'épouse du patron du café
- Roland Magdane : Roger Giovanelli, patron du café
- Dominique Lavanant : Mlle Goudilleux, la pharmacienne
- Daniel Prévost : l'avocat général
- Christine Delaroche : l'assistante de Maître Jacquard
- Jenny Clève : Madame Bertrand, l'épicière
- Maryse Déol : la mercière
- Cécile Vassort : Madame Ramirez
- Jean Dell : le juge Frégard
- Éric Bougnon : le gendarme Briscot
- Armand Chagot : l'adjudant de gendarmerie
- Michel Bonnet : le substitut
- Jean-Michel Martial : Jacky Lévêque, l'infirmier
- Roger Crouzet : M. Doucet, un membre du conseil municipal
- Olivier Garnier-Comte : un prisonnier
- Mathieu Hermand : un ouvrier agricole
- Jean-Robert Lombard : le greffier

## Autour du film
- Dernière apparition de Roger Crouzet au cinéma (mort d'une crise cardiaque le 13 novembre 2000).
- Dernière adaptation de scénario pour Sébastien Japrisot (mort le 4 mars 2003).
- Lieux de tournage : Savigny, Saint-Julien-sur-Bibost (à la ferme Reverdy)[2], Tarare, Lyon (Rhône).
- Musique : au retour de Jojo au village après sa libération de prison, la fanfare joue la musique de Riquita jolie fleur de java. Cette scène a été reprise dans le film Amélie au pays des Bodin's.
- Il s'agit également du deuxième film consécutif de Jean Becker – deux ans après Les Enfants du Marais – avec Jacques Villeret, André Dussollier, Suzanne Flon, Jenny Clève et Roland Magdane.